# کلار (عراق)
کِلار یا کَلار (به انگلیسی: Kalar) شهری است در کردستان عراق بر کنار رود سیروان (به عربی:دیاله).
این شهر در بخش مرکزی شهرستان کلار استان سلیمانیه واقع شده‌است. کلار یکی از مراکز پاشاهای جاف بوده است.
این شهر روبه‌روی شهر قصر شیرین ایران واقع شده و در جنوب آن شهر کِفری واقع است.
دانشگاه کلار از پردیس‌های دانشگاه سلیمانیه در رشته کشاورزی دانشجو دارد.
کلار چهارمین شهر پر جمعیت اقلیم کردستان بعد از اربیل و سلیمانیه و دهوک است.

## پیشینه
قلعه شیروانه که اثر باستانی اصلی این شهر است در زمان محمد پاشای جاف ساخته شده‌است.
دژ شیروانه که بر روی رودخانه سیروان جای گرفته در دهه ۱۸۰۰ میلادی بازسازی شده و امروزه به صورت موزه‌ای برای یافته‌های تپه شیروانه درآمده‌است.
شهر کلار تا دههٔ هفتاد میلادی روستایی بود که محل آن هم‌اینک «کلار قدیم» نامیده می‌شود.
روستای کلار مرکز سران ایل جاف معروف به بیگ‌زاده بود و به عنوان قهوه‌خانه و ایستگاه پلیس بین راهی دربند خان به جلولا عمل می‌کرد. کلار در قدیم بخشی از استان تأمیم (کرکوک) به‌شمار می‌آمد. بیشتر مردم کلار از ایل کردی جاف و کاکه ای و باجلان و گیژ و زنگنە و زند هستند.
دولت عراق در راستای سیاست عرب‌سازی کرکوک، در سال ۱۹۷۰ منطقه کلار را در تقسیمات کشوری از کرکوک جدا کرد و دست به جابه‌جایی و تبعید گسترده ساکنان منطقه و کشتار آن‌ها از طریق انفال زد.
شهر کلار در اصل از دو بخش اصلی کلار و سِمود تشکیل می‌شد که سمود پس از شورش سال ۱۹۹۱ کردهای عراق علیه حزب بعث عراق، رزگاری نام گرفت و به عنوان شهری جدا به‌شمار آمد.
محله سمود در زمان حکومت صدام حسین یک اردوگاه گردآوری کردهای منطقه برای تبعید توسط رژیم عراق بود.
نخستین دبستان در کلار در سال ۱۹۳۱ گشایش یافت و در سال ۱۹۷۰ کلار به بخش ارتقاء یافت.

## مشاهیر شهر کلار
- عبدالله ملا نوری ( سیاسی و روزنامه نگار
- جوهر نامیق ( سیاستمدار)
- خلیفه محمدامین (از ریش سفیدان و شخصیتهای شهر)
- عدنان عثمان ( روزنامه نگار)
- سردار عبدالله (روزنامه نگار)
- عدالت عبدالله(روزنامه نگار)
- هلو محمد(مجری)
- دلشاد گرمیانی(عضو پیشین حزب کومله اسلامی)
- شهید کاوه گرمیانی( روزنامه نگار)
- دلیر گرمیانی(عضو پیشین حزب کومله اسلامی)